# Portoferraio
Portoferraio ist eine der sieben Gemeinden der Insel Elba, zugleich Hauptstadt der zur Region Toskana in Italien gehörenden Insel Elba und ihr kulturelles und wirtschaftliches Zentrum. Sie hat 11.845 Einwohner (Stand 31. Dezember 2023). Der Name „Portoferraio“ bedeutet „Eisenhafen“, zurückzuführen auf den Eisenabbau auf Elba.

## Geographie
Das Ortszentrum von Portoferraio liegt im Norden der Insel Elba an einem Felsvorsprung, der weit nach Osten ins Meer hineinreicht und somit eine natürliche Bucht (Rada di Portoferraio) bildet. Durch Anlegen und Ausbau von Molen wurde der Hafen von Portoferraio gebildet, der schon den Römern als Fabricia bekannt war.
Zur Gemeinde gehört auch die Insel Montecristo.

## Geschichte
An der Stelle Portoferraios gibt es seit Jahrtausenden menschliche Siedlungen, die früher von Etruskern, Ligurern und Griechen dominiert waren, bevor sie schließlich zu einem Teil des Römischen Reiches wurden.
Bevor der Ort im 16. Jahrhundert von Cosimo I. de’ Medici in Cosmopoli umbenannt wurde, hieß er Feraia, damals schon die Erzverschiffung bezeichnend. Die das Stadtbild prägenden Befestigungsanlagen wurden in den Jahren 1548 bis 1552 gebaut. Sie bestehen aus den Burgen Falcone, Stella und Linguella, die mit einer Mauer verbunden sind.
Am 4. Mai 1814 landete Napoléon Bonaparte auf Elba, der dorthin ins Exil verbannt worden war. Er erwählte Portoferraio, die Hauptstadt der Insel, als Wohnort und errichtete dort seine Winterresidenz. Er begann mit umfangreichen Reformtätigkeiten, verließ die Insel aber bereits am 1. März 1815 wieder.
Heute profitiert die Stadt stark vom Tourismus und von den Hafenanlagen.

## Sehenswürdigkeiten

### Napoleon in Portoferraio
Nach der Landung Napoleons wählte dieser in Portoferraio den Palast Villa Mulini als seine Winterresidenz. Die Villa war von Großherzog Gian Gastone de’ Medici im Jahre 1724 errichtet und später an die Bedürfnisse Napoleons angepasst worden. Sie kann heute – als Nationalmuseum – gegen Eintritt besichtigt werden. Es handelt sich um ein zweistöckiges Gebäude mit einem kleinen Garten. Die Residenz liegt auf einer Anhöhe ⊙, auf der sich auch die Festung von Portoferraio befindet. Der Garten der Residenz grenzt an einen Steilhang, der direkt ins Meer mündet, wird aber durch eine mehrere Meter dicke Mauer zum Meer hin begrenzt.
Napoleon stattete sämtliche Zimmer mit aus Frankreich importierten Möbeln aus. Auch seine Lieblingsbücher aus Fontainebleau nahm er mit nach Elba und studierte sie im eigens dafür vorgesehenen Arbeitszimmer im ersten Stock. Es sind noch einige Originalexponate vorhanden, doch viele Stücke wurden in verschiedene Museen der Welt verschifft und durch Kopien ersetzt.
Zu Napoleons Leistungen in Portoferraio gehört auch die Veranlassung des Baues neuer Straßen und die Revitalisierung des Erzabbaus. Ende des 19. Jahrhunderts erreichte der wirtschaftliche Aufschwung seinen Höhepunkt, endete in Portoferraio aber mit dem Bombardement der Anlagen im Zweiten Weltkrieg (Siehe auch: Rio Marina).

### Weitere Sehenswürdigkeiten in Portoferraio
- Der Hafen Darsena ist für sich mit seinem geschäftigen Treiben rund um die hufeisenförmige, nach Südwesten offene Kaianlage sehenswert.
- Am südöstlichen Ende des Hafens befindet sich der wegen seiner Form im Volksmund Hammerturm (Torre del Martello) genannte, achteckige Wehrturm Torre della Linguella. Er wurde 1548 erbaut.
- Unmittelbar daneben liegt das Ausgrabungsfeld einer römischen Villa mit Mosaikresten unterhalb der Mauer.
- Entlang der östlichen Kaimauer ist im ehemaligen Salzlager das Museo Civico Archeologico untergebracht, mit vielen Exponaten, die die Geschichte der Insel vom 8. Jahrhundert v. Chr. bis zum 2. Jahrhundert n. Chr. dokumentieren.
- Ab der Hafenmitte kommt man durch die Porta del Mare in die Altstadt, die von Resten der Stadtmauer aus der Medicizeit umgeben ist. Dahinter liegt die Piazza Cavour, an deren östlichem Ende die Markthalle La Galeazza ⊙ steht. Weiter sind hier zu finden das ehemalige Marinearsenal sowie das Stapelhaus der toskanischen Flotte.
- Das Rathaus zwischen der Piazza Cavour und der Piazza della Repubblica ⊙ hat einen sehenswerten Innenhof mit vielen Marmortafeln. Im dritten Stock ist die Foresi-Bibliothek mit 27.000 Bänden über die Inselgeschichte untergebracht. Der elbanische Mäzen Mario Foresi hatte der Stadt nicht nur diese Sammlung geschenkt, sondern auch die einzige Gemäldegalerie Elbas, die Pinacoteca Foresiana, die sich heute im Kongresszentrum befindet (s. u.).
- Auf der Piazza della Repubblica ließ Napoleon einst sein 1000 Mann starkes Privatheer exerzieren.
- Nördlich des Rathauses steht die alte Pfarrkirche Chiesa del Santissimo Sacramento, eine 1551 errichtete Kirche, die durch Giuseppe Natale Bichi 1731 erweitert wurde. Sie wurde im Zweiten Weltkrieg schwer beschädigt. Heute ist hier das Kongresszentrum Centro Comte de Laugier untergebracht mit der bereits erwähnten Pinakothek. Sie wurde 1914 der Gemeinde geschenkt und umfasst rund 500 Bilder mit Malereien des 19. Jahrhunderts.
- Wenige Schritte weiter nördlich steht die Chiesa della Misericordia aus dem Jahre 1677. Sie bewahrt die Gebeine von San Cristino, Portoferraios Schutzheiligem.
- Gleich daneben ist eine kleine Napoleon-Ausstellung mit dem Abdruck der Hand Napoleons und seiner Totenmaske zu finden sowie der kaiserlichen Originalfahne.
- Chiesa di San Marco alle Grotte, Kirche aus dem Jahr 1619
- Propositura della Natività di Maria, Kirche aus dem Jahr 1623 an der Piazza della Repubblica

### Sehenswürdigkeiten außerhalb der Ortslage
- Villa San Martino, etwa 5 km entfernt im gleichnamigen Tal in Richtung Marciana gelegen ⊙. Das einfache Landhaus hatte die Schwester Napoleons, Pauline Bonaparte, ihrem Bruder geschenkt. Es diente als zweite Residenz des Kaisers zwischen Mai 1814 und Februar 1815.
- Unterhalb der Villa befindet sich der Demidoff-Palast mit einigen Exponaten.

### Impressionen

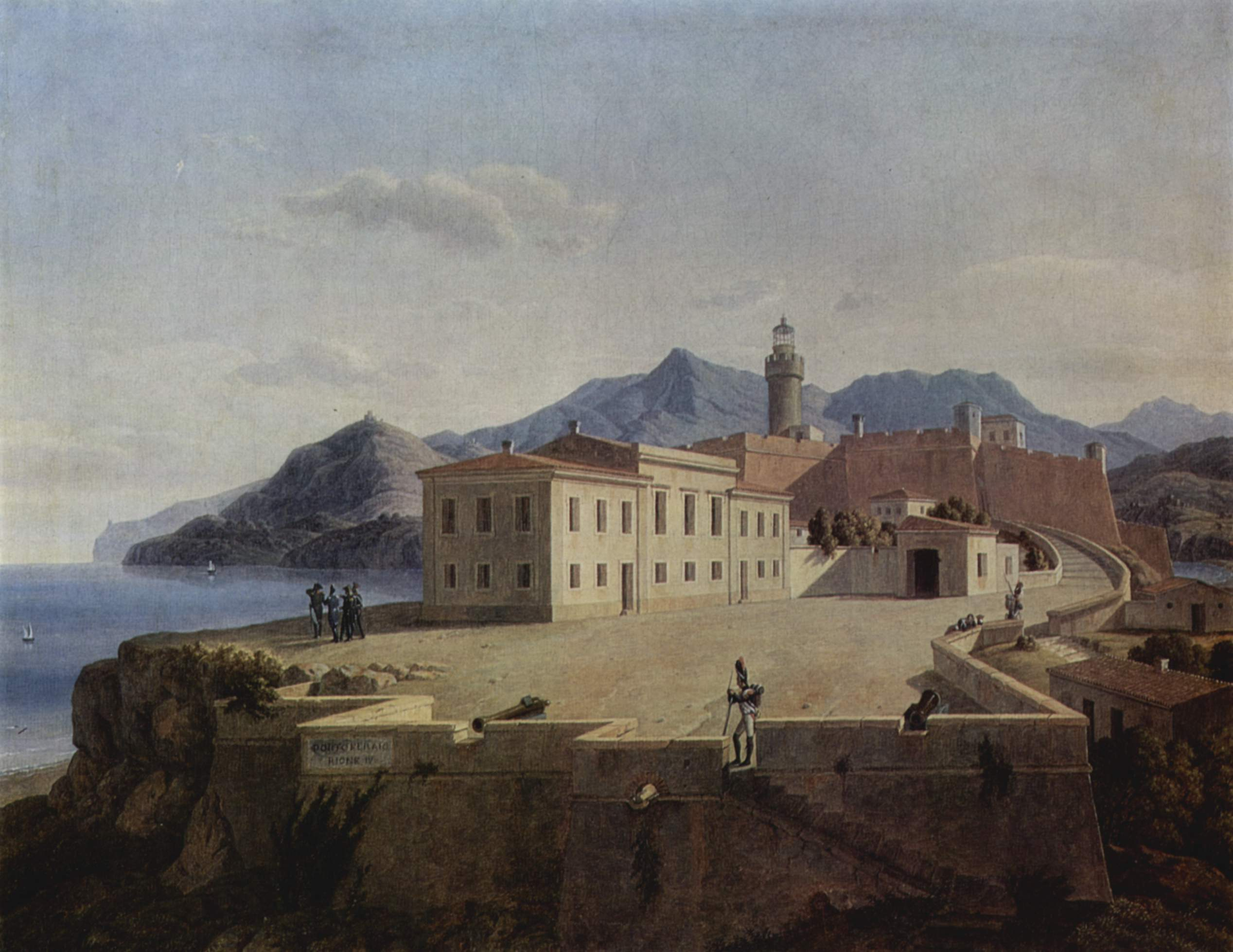
Napoleon in Portoferraio, Leo von Klenze, 1839.
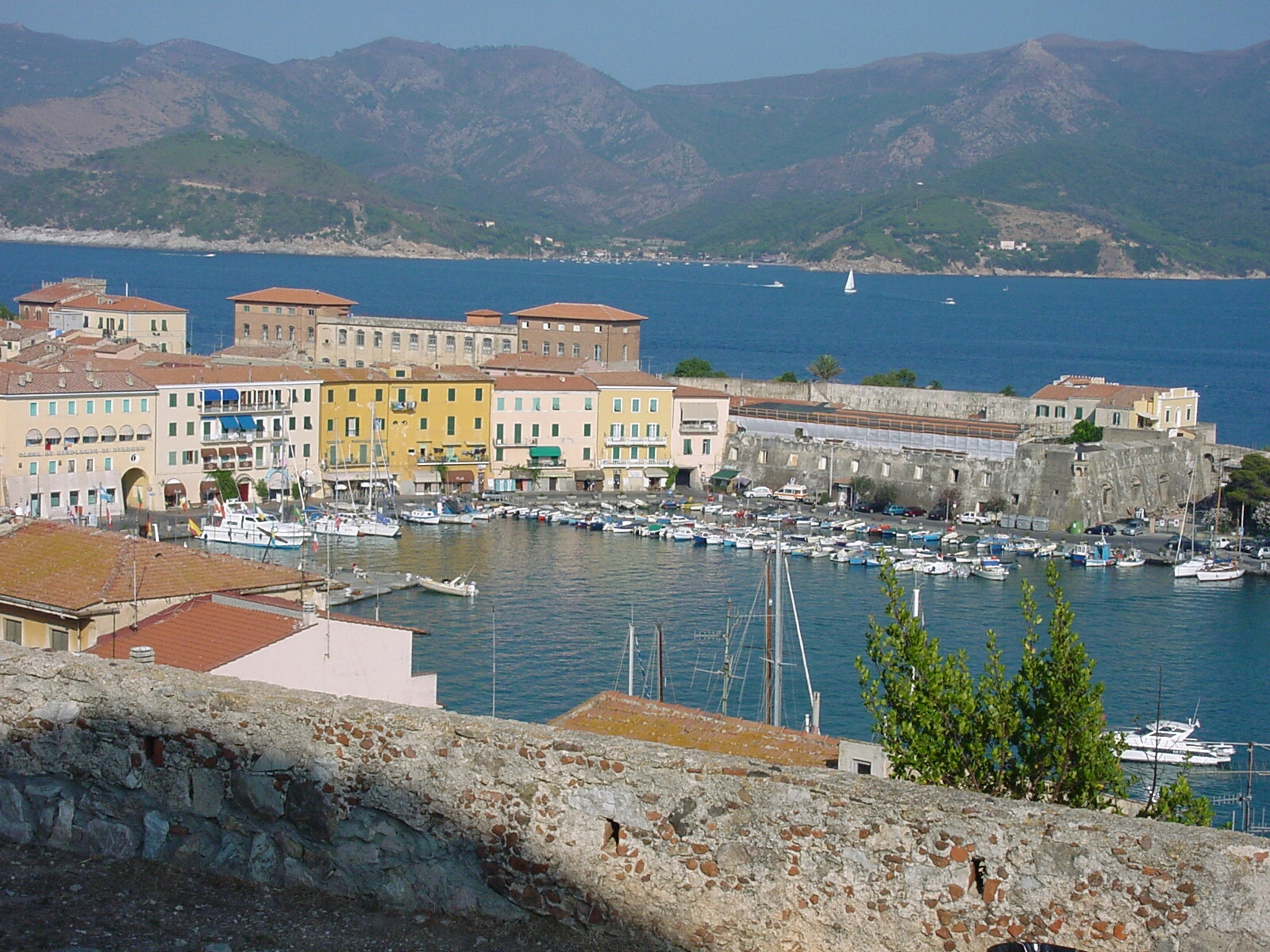
Hafen von Portoferraio
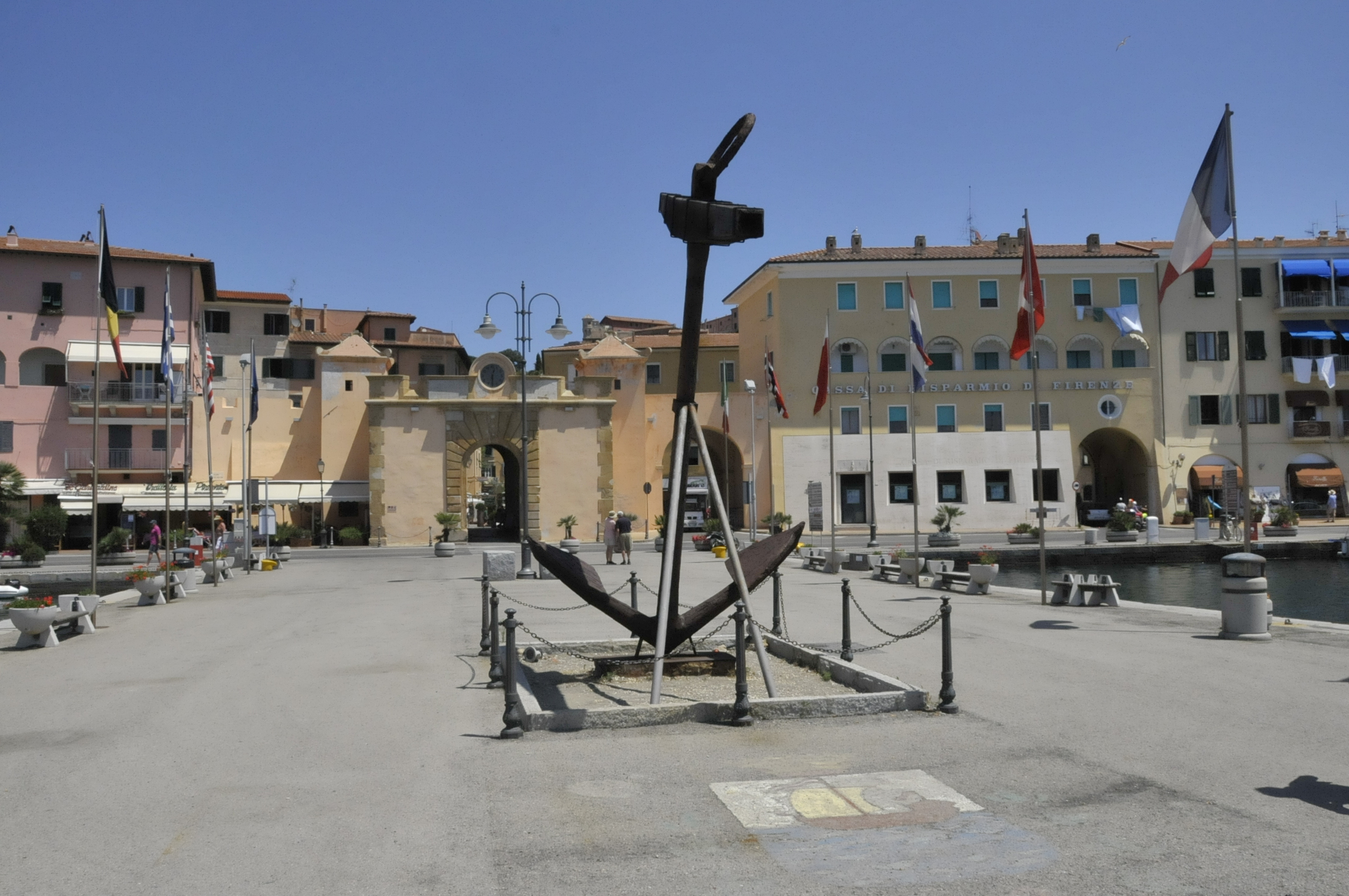
Blick von der Mittelmole des Hafens auf das alte Stadttor Porta del Mare
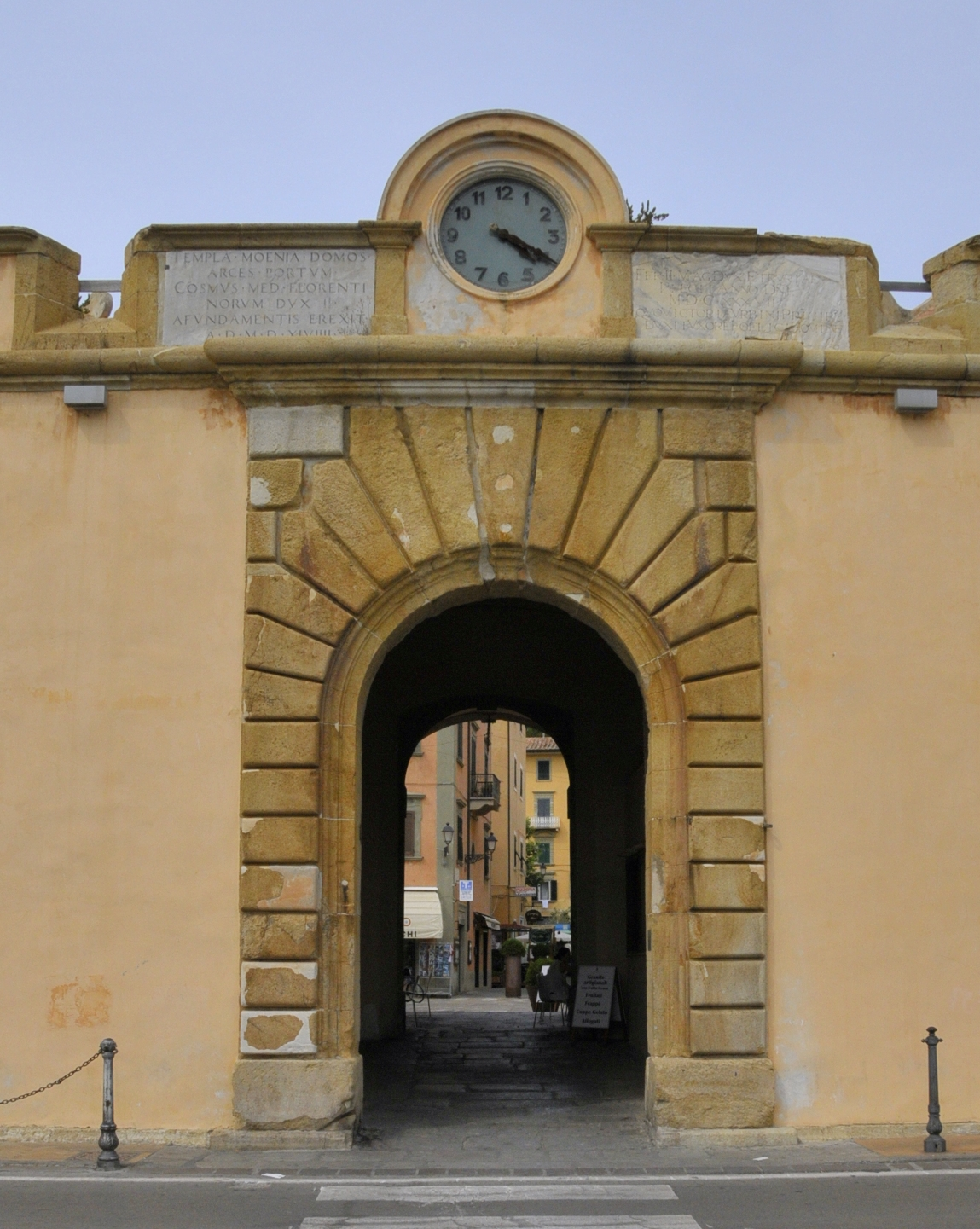
Porta del Mare
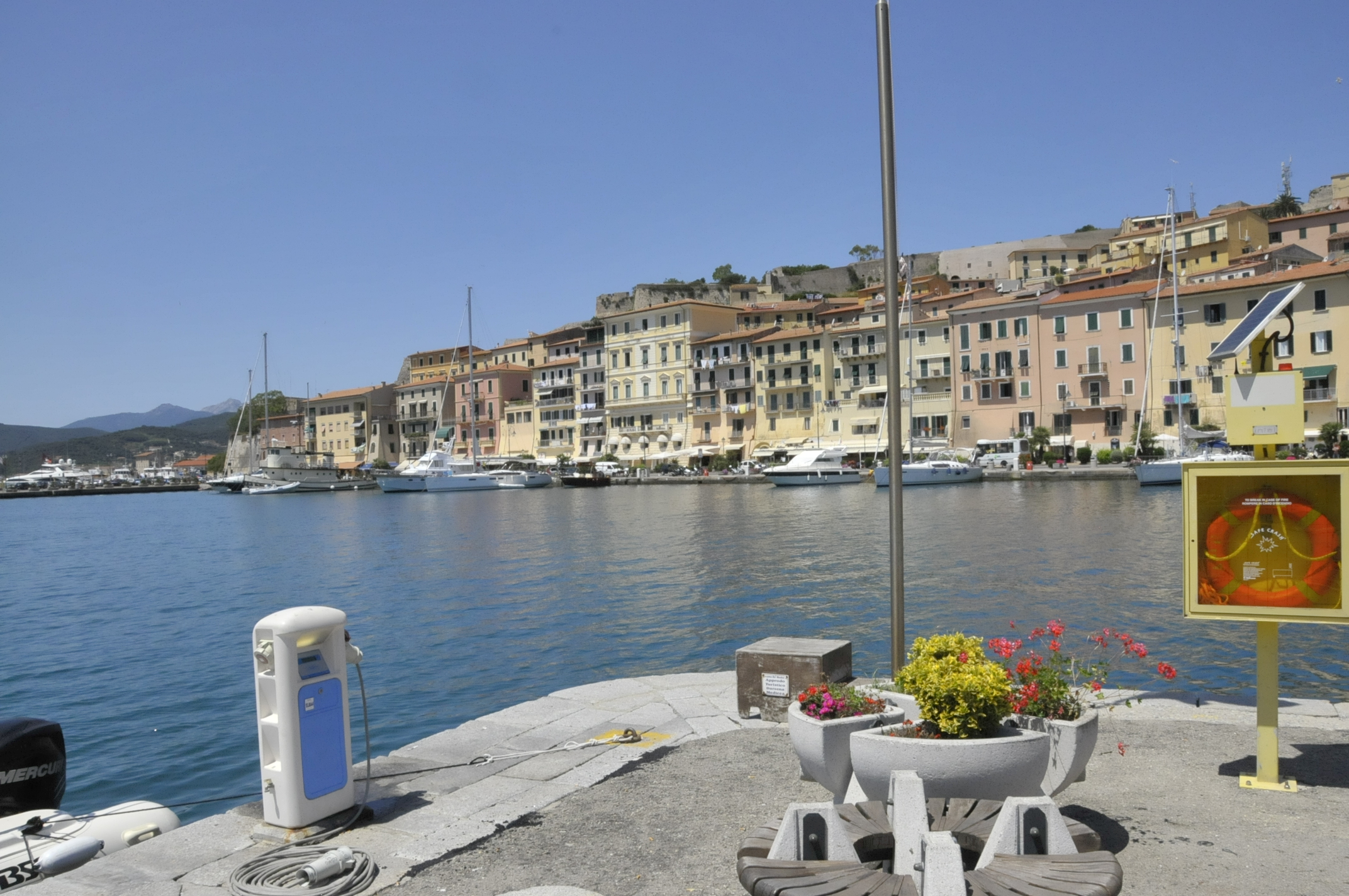
Blick auf das nordwestliche Kai des alten Hafens
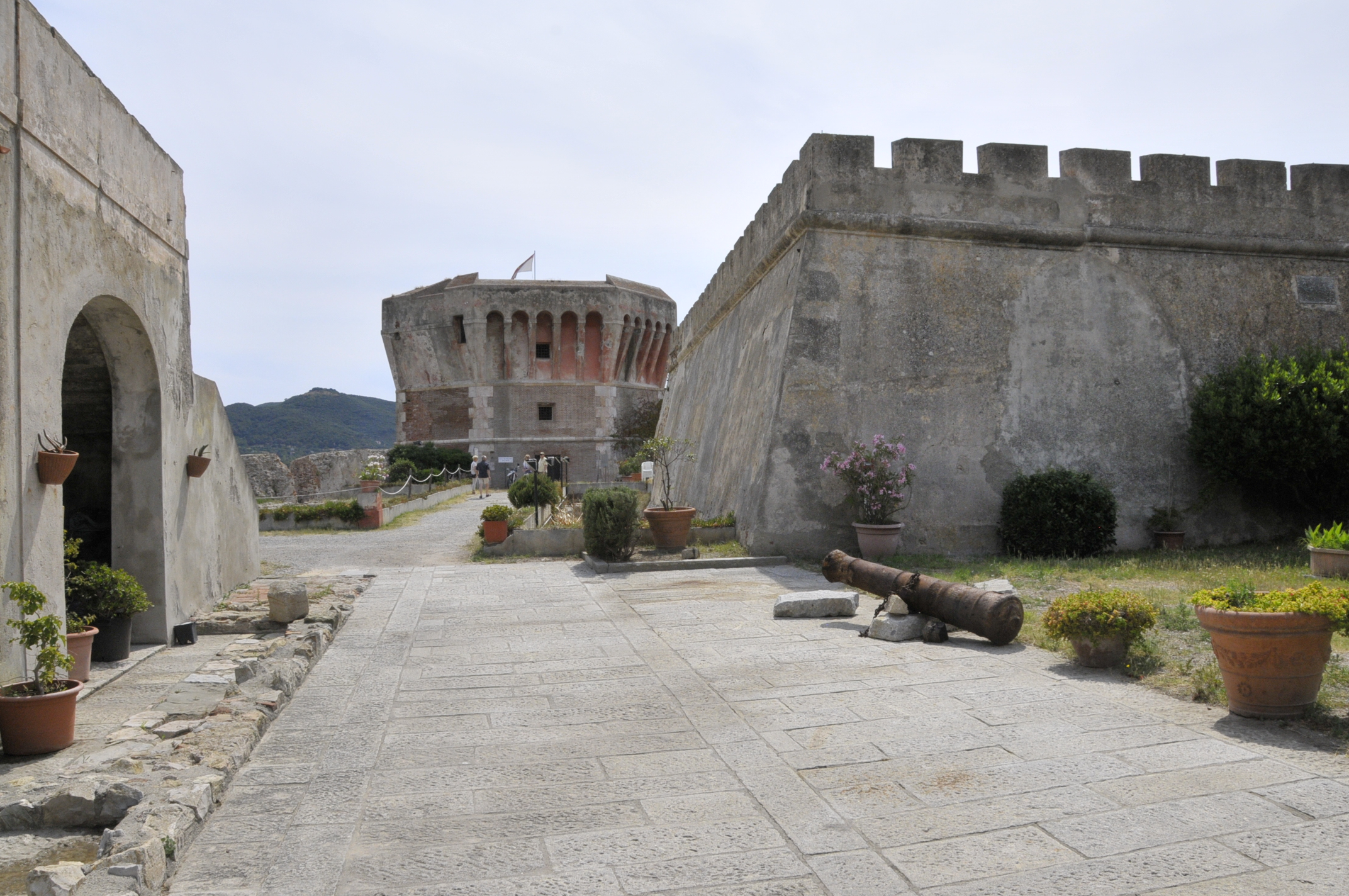
Torre del Martello
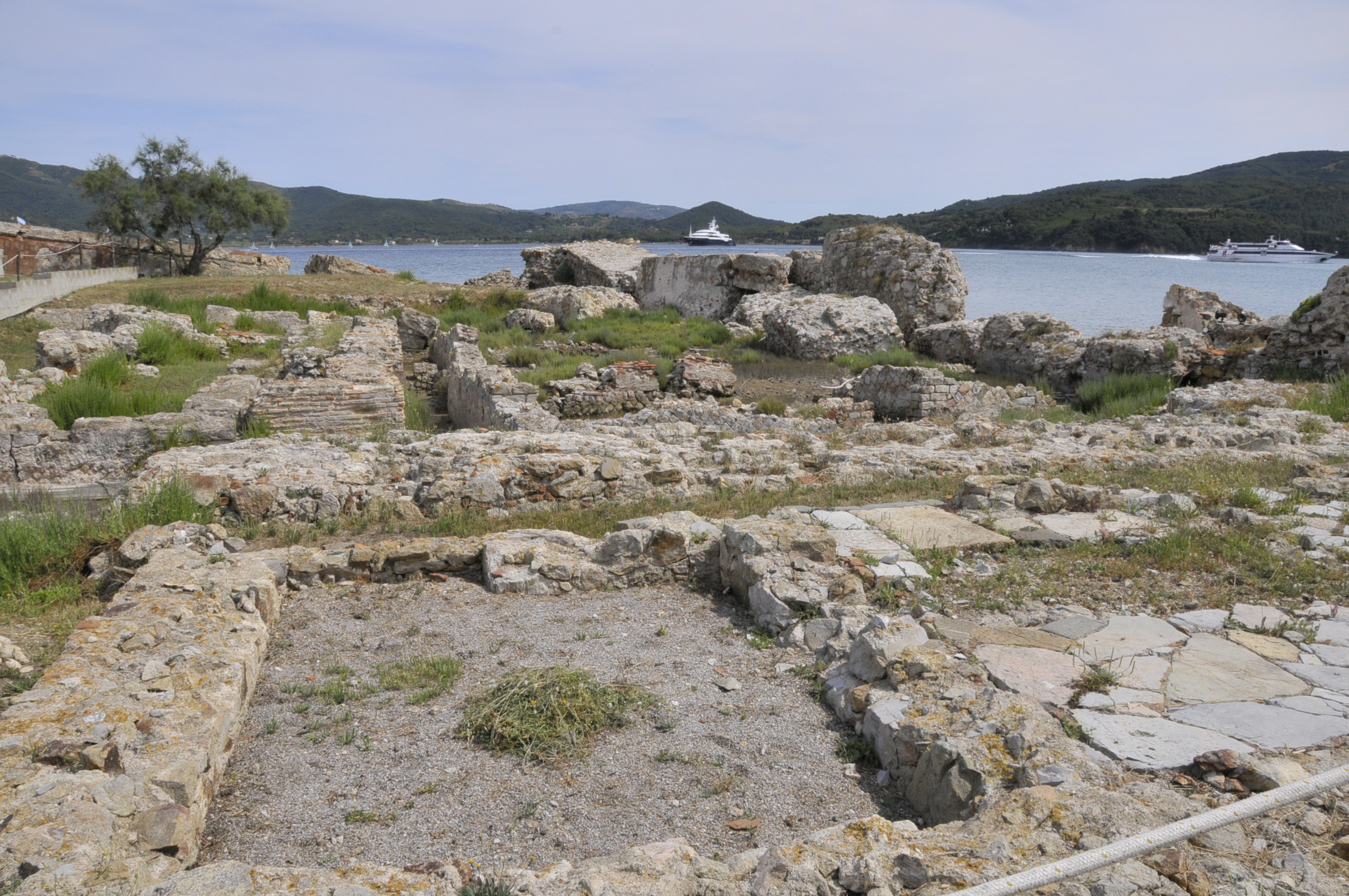
Ausgrabungsstätte am Torre del Martello
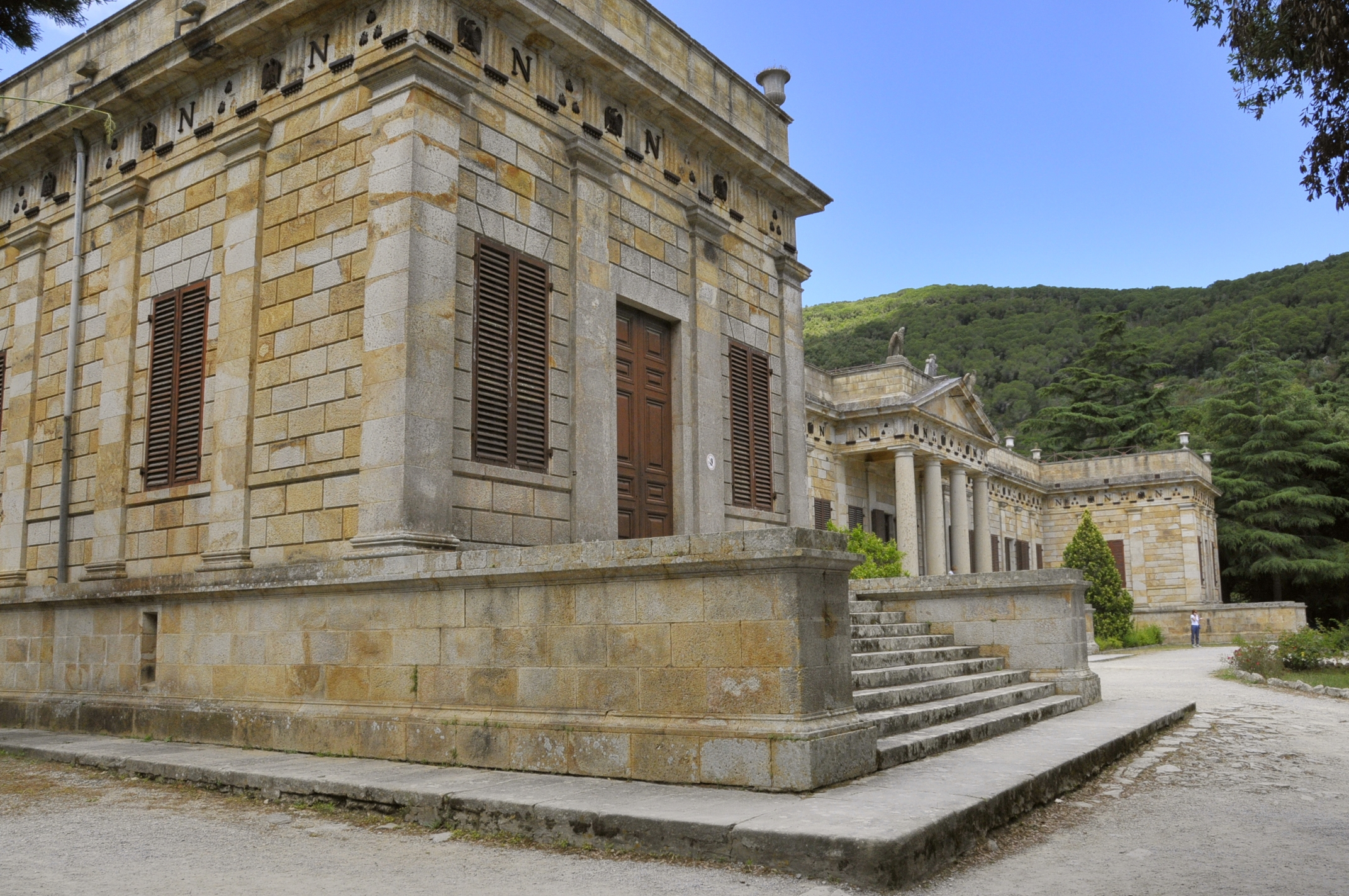
Demidoff-Palast
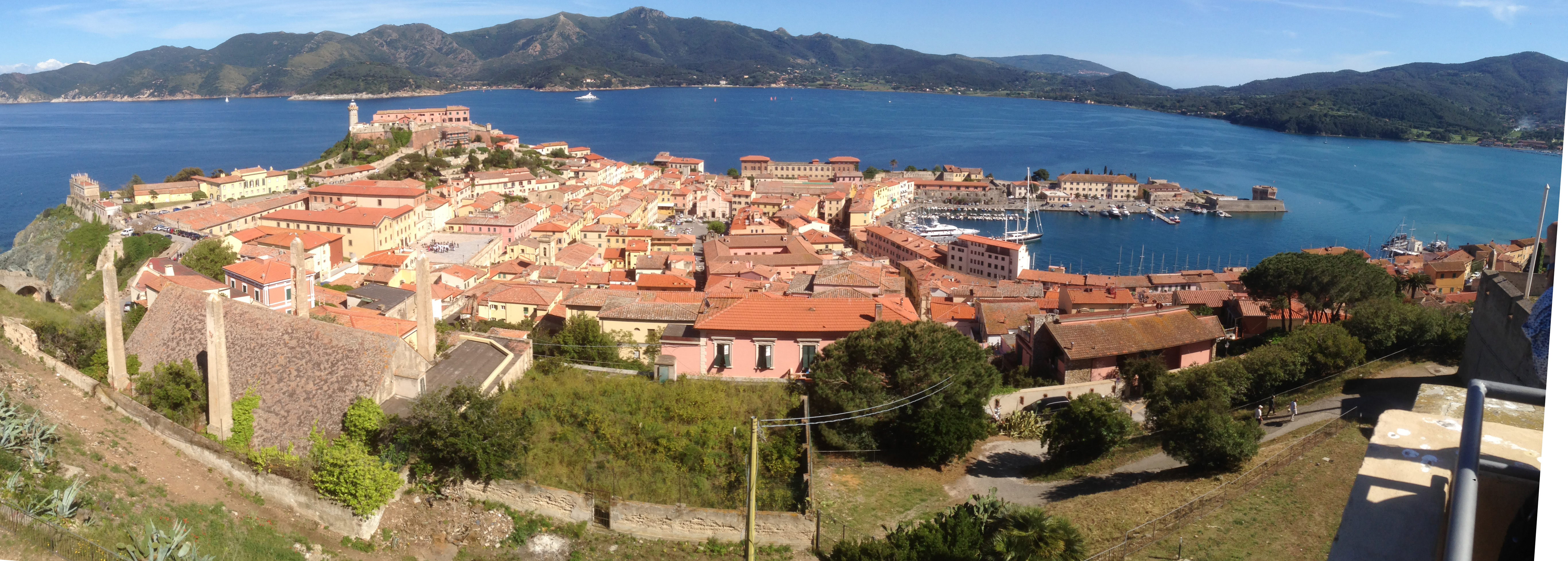
Portoferraio vom Forte Falcone aus gesehen

## Persönlichkeiten
- Francesco Pozzi (1790–1844), Bildhauer
- August von Rüpplin (1797–1867), General und Kriegsminister des Königreichs Württemberg, wurde vor Portoferraio an Bord eines Schiffes geboren
- Carmine Crocco, genannt Donatelli (1830–1905), Brigant und Anführer einer bewaffneten Bande in der Basilicata; im Gefängnis in Portoferraio gestorben
- Pietro Gori (1865–1911), Jurist, Journalist, Intellektueller und anarchistischer Dichter
- Ugo Montemurro (1891–1979), Militär
- Renato Cioni (1929–2014), Opernsänger